# Андрусівка (Криворізький район)
Андру́сівка — село в Україні, Криворізькому районі Дніпропетровської області. Населення — 39 мешканців. 

## Географія
Село Андрусівка розташоване на відстані 1 км від села Близнюки. По селу протікає пересихаючий струмок з загатою.

## Населення

### Мова
Розподіл населення за рідною мовою за даними перепису 2001 року:
| Мова            | Відсоток |
| --------------- | -------- |
| українська      | 92,3 %   |
| російська       | 5,1 %    |
| інші/не вказали | 2,6 %    |